# Ludcinio Marengo
Ludcinio Marengo (* 4. září 1991, Amsterdam) je nizozemský fotbalový útočník se surinamskými kořeny, který působí v nizozemském klubu FC Volendam.

## Klubová kariéra
Profesionální kariéru zahájil v klubu FC Volendam. Debutoval v sezóně 2011/12.
V lednu 2015 podepsal s předstihem tříletou smlouvu s klubem ADO Den Haag s platností od 1. července 2015 (ve Volendamu mu končila v červnu 2015).